# Carnaval de Jacmel
Le Carnaval de Jacmel est l'une des festivités populaires et traditionnelles d'Haiti. Célébré tous les ans dans la commune de Jacmel le dimanche qui précède le carnaval de Port-au-Prince, il fait la promotion de la culture, des traditions, de l’art et de l’artisanat et met en valeur la culture locale telle que : la danse et la musique traditionnelles, la peinture, la sculpture et les masques géants en papier mâché.

## Historique
Le carnaval est introduit en Haïti vers les XVIe et XVIIe siècles avec l’arrivée des Espagnols et des Français. Le papier mâché est surtout la spécificité du carnaval de Jacmel, ce qui remonterait au début des années 1980 avec les masques de Lionel Simonis représentant des animaux exotiques et des héros de l’indépendance nationale. En 1994 le ministère de la Culture et de la Communication a consacré le carnaval de Jacmel «carnaval national». L'évènement mobilise plusieurs acteurs de la vie nationale dans différents secteurs : institutions publiques, secteur des affaires, groupes musicaux, écoles de danse et de musique, bandes à pied, des établissements scolaires, etc. C'est aussi un rendez-vous touristique qui fait venir des visiteurs de partout dans le pays et de l’étranger. Marqué toujours par la richesse et la diversité des scènes de défilés. Le Carnaval de Jacmel est l'une des plus fortes raisons pour lesquelles l'UNESCO l'a reconnu comme "ville créative d’artisanat et d’arts populaires" en 2014. Dans les années 2016 et 2017 Corentin Fohlen a  installé son studio en pleine rue afin de prendre en photos des représentations des personnages. Durant ce festival, des touristes en profitent pour faire des tours de ville portant soit sur l'histoire de la ville, sa nature, la gastronomie haïtienne entre autres et Lakou Nouyòk est coloré, parsemé de petits bouts de céramique et de murales. Le carnaval est une activité génératrice de ressources économiques principales pour la plupart des artisans qui fabriquent des masques du papier mâché. D’année en d’année, les œuvres s’améliorent et deviennent plus expressives. Les créateurs utilisent aussi d'autres matériaux comme du papier argenté, des sachets de ‘Chico’ et des bouteilles de ‘Brana’ pour la confection des Diables comme en 2017.
En 2017, le carnaval se lance officiellement le dimanche 19 février, quelques mois après le passage de l'Ouragan Mathieu et rassemble des milliers de personnes qui viennent pour se défouler.
Le défilé pré-carnavalesque de la 30e édition du carnaval de Jacmel s'est déroulé le dimanche 13 février 2022. Par une conférence de presse, La Mairie de Jacmel et le comité du Carnaval annoncent les dispositions prises. Le 20 février 2022, l'évènement a été lancé autour du thème «Jakmèl vil kanaval pou toutan», en présence de la ministre de la Culture et de la Communication, Emmelie Prophète et du maire de la ville, Macky Kessa sur l’Avenue Barranquilla. Le rendu de couleurs a pris le ton avec des troupes de danse comme Explosion, Grand Soleil, New Dance, Stars du jour, Cerf volant et les groupes masqués, le côté musical était assuré par des bandes à pieds comme, entre autres, Sofar Band, Dolphin’s Band.

### Les slogans
Le Carnaval de Jacmel se déroule chaque année sous des thèmes spécifiquement pédagogiques, tels que:
- 2008 : "Patrimwàn nou se fòs nou" (notre patrimoine est notre force).
- 2009 : "Orijinalite m se pa m" (mon originalité est mienne).
- 2022 : "Jakmèl vil kanaval pou toutan" (Jacmel ville de carnaval de toujours).

## Cocktail poétique
Cocktail poétique est une traditionnelle cérémonie organisée chaque année la veille du carnaval de Jacmel en mettant en valeur un aspect remarquable du carnaval de Jacmel. En 2021, la quinzième édition a été organisée à l’hôtel Cap Lamandou, le samedi 6 février sous le thème : "Le Juif-errant et son appartenance dans les traditions carnavalesques jacmeliennes". Le texte de Wilson Décembre, docteur ès-Lettres, titré "Juif errant: du mythe à la figure carnavalesque a servi de référence pour fournir de plus amples détails concernant ce personnage.

## Groupes et Représentations

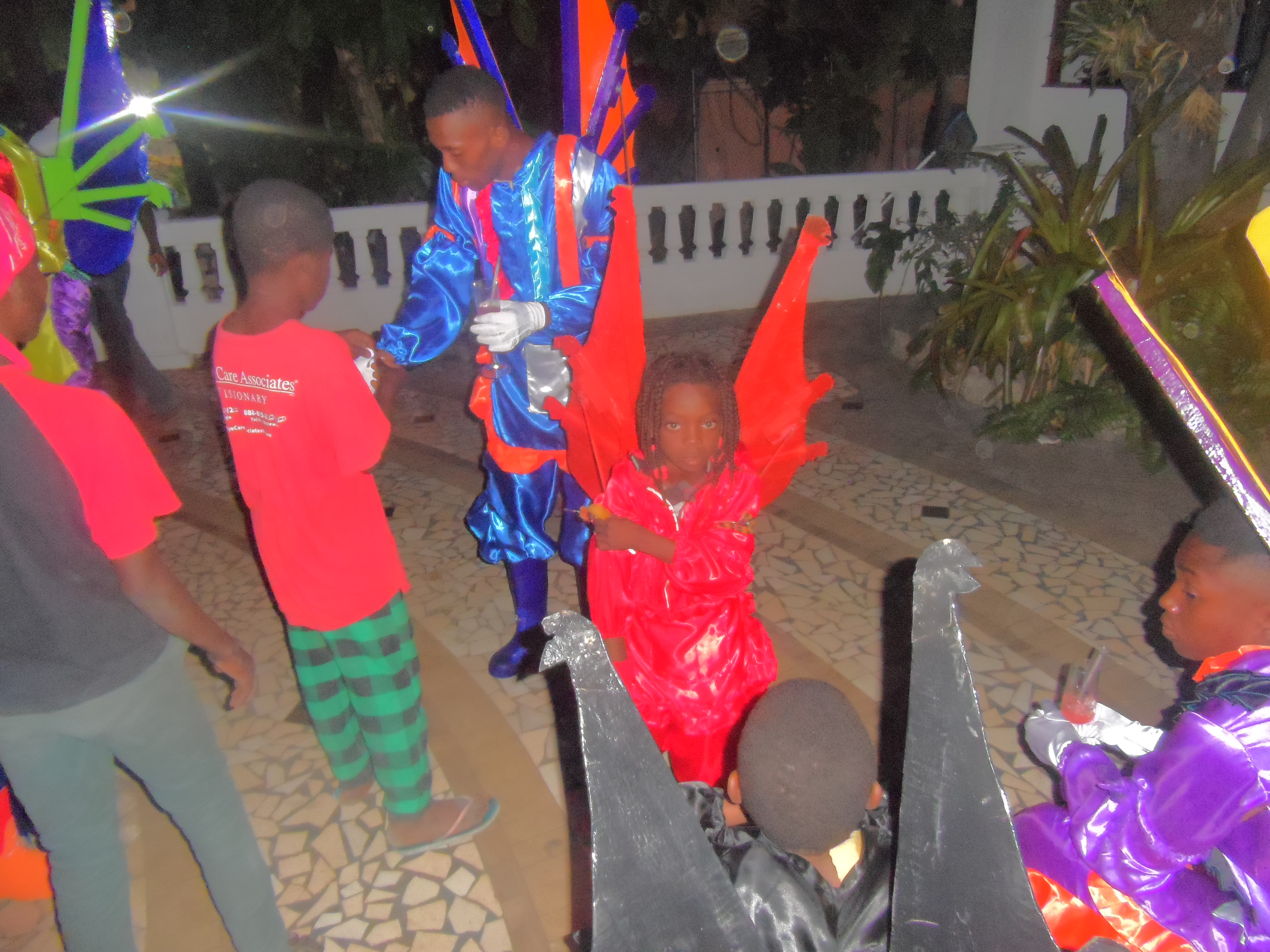
Zel Mathurin

Le défilé contient toujours des "groupes ornés de masques multicolores en papier mâché et de déguisements spectaculaires représentant des sujets très variés, visant souvent la classe politique, ses mœurs et méfaits", ainsi que des personnages mythologiques du folklore local et des religions judéo-chrétiennes,:

### Personnalités et animaux
- Tonton Macoute : désigne les membres de la milice paramilitaire entre 1958 et 1986 sous les dictatures de François puis de Jean-Claude Duvalier.
- Les taïnos : groupe de gens vivant sur l'île avant la colonisation par les Espagnols.
- Dragon

### Mythologies et Divinités
- Zombis : dans la tradition vaudoue la transformation des gens en zombis par une substance fabriquée par le mélange d'ossements humains, de crapauds, de plantes, etc. La substance est utilisée pour souffler au visage de la personne concernée.
- Loups-garous
- Rois-diables
- Juifs errants : "est devenu cette figure mythique qui traverse le temps et l’espace, un homme-racine, un homme-tout-monde, dans le sens que lui aurait donné Édouard Glissant, évoluant au soleil tropical, pour devenir un des nôtres". En 2021, il a été à l'honneur au cocktail poétique[9].
- Damballa : Loa dans le vodou, représenté sous forme reptile qui est un "symbole positif car il communique aux hommes les connaissances occultes. Les fidèles possédés par Damballa se mettent à siffler et à ramper comme des serpents".

### Danses
- Trese riban (rubans entrelacés) : Le groupe danse en entrelaçant et délaçant des rubans.
- Janm debwa (jambes de bois)
- Lanceurs de cordes : Des gens à demi-nus "avec leur peau luisante couverte d’un mélange de charbon écrasé et de sirop de canne, leurs têtes hérissées de cornes démoniaques, ces deux hommes nous toisent, implacables et altiers... Les cordes qu’ils tiennent entre les mains rappellent les entraves de leurs ancêtres esclaves"[12].
- Ailes Mathurin (diables aux couleurs vives et aux ailes métalliques) : un personnage populaire avec ses ailes et ses ongles de fer.
- Monstres aux dents teintées de sang
- Longs dragons serpentant dans la foule.

### Bandes-à-pieds
- Chaloska : Le général Charles Oscar Étienne est auteur de répressions sanglantes à Jacmel et Port-au-Prince, représenté par des effigies grotesques colorées de charbon et des dents monstrueuses.
- Mache kare : la banche sort très tard dans la nuit, certaines gens sont sous des draps, d'autres saupoudrées et chantent des propos.

## Livres publiés autour du Carnaval de Jacmel
- Margaret Papillon, Sortilèges au carnaval de Jacmel, Margaret Papillon. [Haïti], coll. « Magique Haïti », 2002 (ISBN 978-99935-617-4-3, lire en ligne)
- Edwidge Danticat (trad. Jacques Chabert), Après la danse : Au cœur du carnaval de Jacmel, Paris, Éditions Grasset, 2004, 206 p. (ISBN 2-246-65341-X, OCLC 418449500, BNF 39173796).

## Liens Externes
1. Haïti-Culture : Le juif errant, du mythe à la figure carnavalesque
2. Site officiel